# آرثر بيفرلي
آرثر بيفرلي (بالإنجليزية: Arthur Beverly)‏ هو رياضياتي وعالم فلك نيوزيلندي، ولد في 22 مارس 1822، وتوفي في 25 أكتوبر 1907.